# Jiří Hanzelka

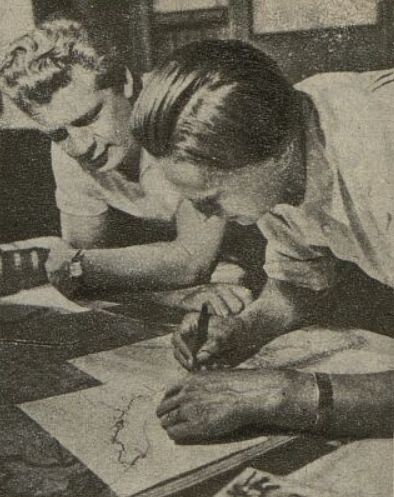
Jiří Hanzelka (vlevo) a Miroslav Zikmund při plánování expedice do střední a východní Asie (1956)

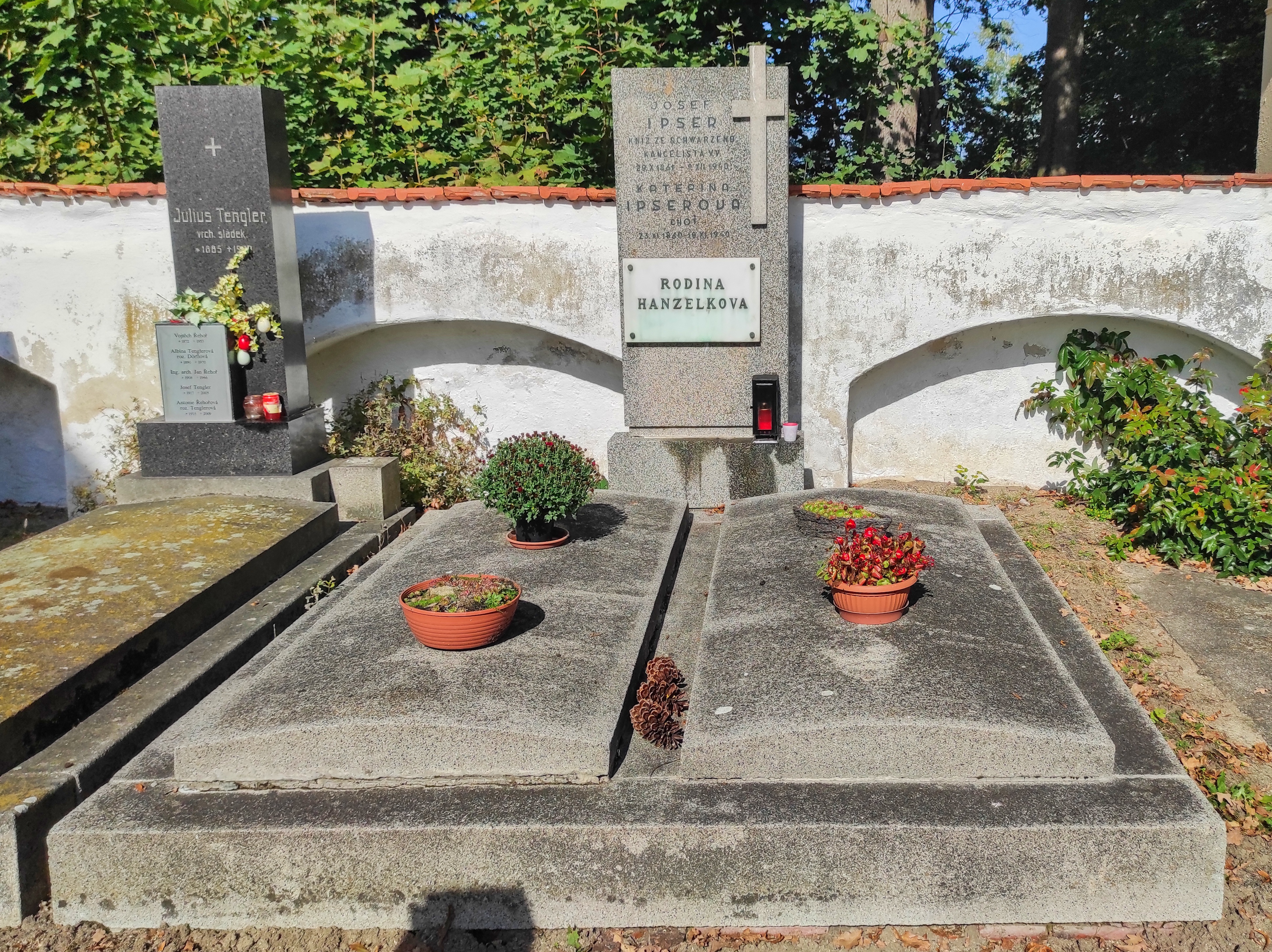
Hrob Jiřího Hanzelky na hřbitově u kostela sv. Jiljí v Domaníně

Jiří Hanzelka (24. prosince 1920 Štramberk – 15. února 2003 Praha) byl český cestovatel, spisovatel, fotograf, dokumentarista a novinář, proslavený ve dvojici s kolegou Miroslavem Zikmundem.

## Životopis
Narodil se na Štědrý den na kopci Kotouč u Štramberka v domě, který patřil správě vápencových lomů. Ve věku tří let se s rodiči přestěhoval do Kopřivnice, kde jeho otec pracoval v automobilce Tatra jako dělník ve vývojovém oddělení; příležitostně také závodil jako spolujezdec Josefa Vermiřovského. V letech 1925 až 1930 bydleli v Bratislavě, poté se přestěhovali do Prahy.
Vystudoval obchodní akademii a po maturitě (1938) začal studovat Vysokou obchodní školu. Protože ale na začátku druhé světové války došlo k uzavření českých vysokých škol, mohl ji úspěšně ukončit až roku 1946. Mezitím byl nasazen na zemědělské práce do Zhoře u Tábora, kde při úrazu na statku přišel o prst. Na vysoké škole se spřátelil se spolužákem Miroslavem Zikmundem, který byl poté jeho partnerem na cestách i spoluautorem jejich společných knih.
V letech 1947 až 1950 podnikl spolu s ním cestu po Africe a Latinské Americe. Celou tuto výpravu absolvovali společně ve voze značky Tatra T 87. Kromě reportáží z cizích krajů měli za cíl i propagovat ve světě Československo a sjednávat zakázky pro automobilku Tatru. Tato jejich cesta, jinak velmi úspěšná, skončila vynuceně v Mexiku, když jim nebylo povoleno vstoupit do USA.
Po návratu domů se Hanzelka roku 1954 oženil a později se narodily dvě děti, syn Jiří a dcera Hana. Roku 1958 věnoval svůj dům ve Zlíně (tehdy Gottwaldov) tomuto městu s podmínkou, že v něm budou zřízeny dětské jesle. Hanzelkovi se tou dobou stěhovali do Prahy, ze zdravotních důvodů jeho manželky. Ta se ještě dočkala Jiřího návratu ze druhé cesty, roku 1965 však zemřela na rakovinu.
Druhou cestu, již s doprovodem, podnikli ve dvou vozech Tatra 805 v letech 1959 až 1964. Při této výpravě projeli Asii, Oceánii a Sovětský svaz. Také na této cestě shromáždili velké množství dokumentárního materiálu. Jako přesvědčený sociální demokrat a v naději, že komunistické straně se může zdařit reforma politického systému, Hanzelka roku 1963 vstoupil do KSČ.
Jako člen strany i v roce 1968 stál na straně tzv. reformních komunistů, účastnil se aktivně protestních akcí na podporu pražského jara a stal se jednou ze známých symbolických postav tohoto protestu. Proto mu bylo v roce 1969 znemožněno dále publikovat a účastnit se veřejného života. Jemu i Zikmundovi také přitížily objektivní reportáže ze Sovětského svazu, kde v dobré víře, že přispívají k nápravě, kritizovali všechny nedostatky a chyby, s nimiž se v sovětském hospodářství setkali (viz také Zvláštní zpráva č. 4).
Po dlouhou dobu nesměl Jiří Hanzelka ani dostat oficiální zaměstnání, tím spíše, že v roce 1977 podepsal Chartu 77. První zaměstnání znovu získal až roku 1983, kdy začal jako sadař v podniku Sady lesy zahradnictví prořezávat stromy v pražské Seminářské zahradě. O čtyři roky později se přestěhoval do Sedla u Jindřichova Hradce.
Po listopadu 1989 už mu zdravotní stav nedovolil plně využít uvolnění poměrů a vrátit se k aktivnímu cestovatelskému životu.
Zemřel roku 2003 v Praze ve věku 82 let a je pohřben v jižních Čechách na hřbitově u kostela sv. Jiljí v Domaníně, v sousedství rybníka Svět a třeboňského parku u schwarzenberské hrobky.

## Deník
Stručný časový sled africko–americké cesty podle stránek palubního deníku (podle dnů):
1947
- 1 22. 4. Startujeme od pražského Autoklubu
- 14 5. 5. Na palubě lodi Koutoubia opouštíme v Marseille Evropu
- 17 8. 5. Vstupujeme v Casablance na půdu horké Afriky
- 37 28. 5. Havárie v Sirte – rázný škrt přes rozpočty
- 96 26. 7. Rány se zahojily – vyjíždíme s ovcemi a pivovarskými sudy do Egypta
- 101 31. 7. Tobruk: mrtví mlčí
- 113 12. 8. Káhira – pyramidy v dohledu
- 146 14. 9. Alexandrie: egyptský celník rozhodl, kterým vozem se pojede dál
- 171 9. 10. Startujeme k cestě Káhira – Kapské Město
- 186 24. 10. Asuán: s kompasem do Núbijské pouště
- 193 31. 10. PRVNÍ KRITICKÝ DEN: nevíme, kde jsme
- 195 2. 11. Novináři vítají "tajjáru" v městě Sloního chobotu
- 219 26. 11. V metropoli Krále králů
- 244 21. 12. DRUHÝ KRITICKÝ DEN: malárie, bažiny, 59 °C ve stínu

1948
- 279 25. 1. V Marangu zahajujeme boj o nejvyšší horu Afriky
- 282 28. 1. V 11.00 vztyčena československá vlajka na Kilimandžáru
- 318 4. 3. Jezero Kivu v Belgickém Kongu: před nosem nám vybuchla sopka
- 370 25. 4. Zambezi: nad Vroucím kotlem Viktoriiných vodopádů
- 403 28. 5. Transkei: tajuplná noc před kaferskou slavností obřízky
- 411 5. 6. V cíli africké etapy, v Kapském Městě
- 431 25. 6. Na palubě Boissevainu opouštíme Afriku
- 442 6. 7. Město Dobrého Vzduchu: vstupujeme na americkou půdu
- 454 18. 7. Rozbíjíme pracovní stan v Presidencii Roque Sáenz Peňa, uprostřed Čaka
- 578 19. 11. Rukopis AFRIKY je hotov, startujeme do Paraguaye

1949
- 627 7. 1. Vjíždíme do Města na Lednové Řece
- 686 7. 3. TŘETÍ KRITICKÝ DEN: záchrana u majáku Albardio před utopením v mořské bouři
- 696 17. 3. Vracíme se do Města Dobrého Vzduchu s popsanými stránkami Argentiny, Paraguaye, Brazílie a Uruguaye
- 781 10. 6. Startujeme z Buenos Aires k cestě napříč Jižní Amerikou
- 821 20. 7. Sjíždíme s Kordiller do údolí bolivijské Cochabamby (2.680 m n. m.) k pracovní zastávce
- 896 3. 10. Odjezd z Cochabamby
- 922. 29. 10. ČTVRTÝ KRITICKÝ DEN: prasklá péra a bezvládný volant – právě za propastmi řeky Mantary
- 925 1. 11. Výškový rekord Tatry: 4860 m n. m. (Ticlio v Peru)
- 954 30. 11. Přistáváme na guanových ostrovech Chinchas
- 971 17. 12. Lima: startujeme k předvánočnímu spurtu do Quita
- 978 24. 12. Linea equinoccial. Opět na severní polokouli

1950
- 999 14. 1. Vydáváme se do amazonského povodí za lovci lebek
- 1027 11. 2. Návrat do Quita
- 1047 3. 3. Příjezd do Panamy
- 1095 21. 4. Předvečer startu do Kostariky: pistolníci za dveřmi, první zatčení
- 1118 13. 5. PÁTÝ KRITICKY DEN: zápas s časem, s prachem, s bahnem, s říčními brody (Panamericanal) – a nakonec pistolníci před Libérií
- 1119 14. 5. Na osm dní do kriminálu – záminka: svatokrádež a vražda v kostele v Cartagu
- 1134 30. 5. Managua: Jiří si poranil ruku
- 1153 17. 6. ŠESTÝ KRITICKÝ DEN: před Encuentros v Guatemale porucha převodové skříně
- 1163 27. 6. V cíli americké etapy a k tomu dálkový rekord Tatry: 785 km za den
- 1191 29. 7. Jiří se vrací letadlem do ČSR
- 1199 2. 8. Mirek startuje za mayskými pyramidami na Yucatán
- 1231 7. 9. Na palubě Moyne ďl erville vyplouvá Mirek s Tatrou z Veracruzu
- 1271 13.10. SEDMÝ KRITICKÝ DEN: detektivka v Le Havru
- 1280 22. 10. Na pevné půdě v Gdyni
- 1290 1. 11. Praha! Kruh se uzavírá...

### Navštívené země

#### Rok 1947
- Československo,
- Německo,
- Rakousko,
- Švýcarsko,
- Francie,
- Monako,
- Francie,
- Tanger,
- Maroko,
- Alžírsko,
- Tunisko,
- Tripolsko,
- Kyrenaika,
- Egypt,
- Súdán,
- Eritrea,
- Habeš,
- Britské Somálsko,
- Italské Somálsko,
- Keňa

#### Rok 1948
- Keňa,
- Tanganjika,
- Uganda,
- Belgické Kongo,
- Ruanda-Urundi,
- Belgické Kongo,
- Severní Rhodesie,
- Jižní Rhodesie,
- Jihoafrická Unie,
- Basutsko,
- Jihoafrická Unie,
- Argentina,
- Paraguay,
- Argentina,
- Brazílie

#### Rok 1949
- Brazílie,
- Uruguay,
- Argentina,
- Bolívie,
- Peru,
- Ekvádor

#### Rok 1950
- Ekvádor,
- Kolumbie,
- Panama,
- Panamské průplavové pásmo,
- Panama,
- Kostarika,
- Nikaragua,
- Honduras,
- Salvador,
- Guatemala,
- Mexiko,
- Francie,
- Polsko,
- Československo

## Cesty v číslech
- 1290 dní trvala celá cesta a vedla
- Při první cestě (1947–1950) navštívili 48 zemí v Evropě, v Africe a v Americe;
- 111 000 km jsme najezdili, uplavali a nalétali; z toho připadá:
  - 61 700 km na Tatru,
  - 8 000 km na jiná vozidla (Egypt, Jihoafrická Unie, Peru, Panama, Salvador, Guatemala, Mexiko),
  - 2 300 km na vlaky (Egypt, Argentina, Paraguay, Peru, Ekvádor, Panama, Kostarika, Mexiko),
  - 2 000 km na ostatní silniční dopravní prostředky
  - 74 000 km celkem po souši, k tomu:
  - 24 000 km námořních přeprava
  - 13 000 km leteckých cest,
- 111 000 km tedy úhrnem (ovšem kromě dalších nepočítaných kilometrů pěšky).
- 86,2 km byl denní cestovní průměr, z toho 47,8 km připadá na Tatru; její nejvyšší denní výkon však byl 785 km, a to právě posledního dne cesty po Americe.
- 4860 m n. m. byl nejvyšší bod dosažený Tatrou (Ticlio v Peru),
- 6000 m n. m. největší docílená výška vůbec (Kilimandžáro)
- Naproti tomu jsme se dostali nejhlouběji 2600 m pod zem (ve zlatonosném dole Crown Mine), což vzhledem k nadmořské výšce Johannesburgu odpovídalo absolutní hloubce 800 m pod mořskou hladinou.
- 55°22' s. š. byl nejsevernější bod cesty (u ostrova Bornholm v Baltickém moři),
- 35°05´ j. š. nejjižnější bod (La Plata v Argentině),
- 100°10´ z. d. nejzápadnější bod (Acapulco v Mexiku),
- 45°50' v. d. nejvýchodnější bod (Bulo Burti v Somálsku).
- DOKUMENTACE
  - 10 000 fotografických snímků jsme pořídili během celé cesty,
  - 5 000 m filmu jsme natočili na formátu 16 mm
  - 6 000 m na formátu 35 mm.
  - 10 000 litrů benzinu spotřebovala naše Tatra
  - 999 000 Kčs narostly celkové náklady cesty, což odpovídalo téměř
  - 20 000 $ podle kursu z roku 1950
- ROZHLAS
  - 702 reportáže jsme napsali pro Československý rozhlas; vysílaly se v době od května 1947 do srpna 1952;
  - Kdyby se natočily na souvislý magnetofonový pás, lemoval by silnici z Prahy do Brna, tj. 230 km ("Náš rozhlas" z 15. 9. 1952).
- TISK
  - 220 reportáži jsme napsali pro Svět práce; první byla otištěna 5. 6. 1947, poslední 5. 11. 1953.
  - 73 reportáži jsme napsali pro Svět motorů kromě mnoha příležitostných článků pro časopisy
- VEŘEJNÉ PROJEVY (přednášky, besedy, rozhlasová a televizní vystoupení, tiskové konference)
  - 101 během cesty Afrikou a Amerikou, a to ve 36 městech
  - 470 po návratu, z toho 392 v Československu a 78 v zahraničí

## Dílo
Celé dílo je napsáno společně s M. Zikmundem a týká se výhradně jejich cest. Cestám je věnována také stálá expozice v Muzeu jihovýchodní Moravy ve Zlíně S inženýry Hanzelkou a Zikmundem pěti světadíly, otevřená 30. listopadu 1996. V roce 2013 byla tato expozice přestěhována do nových prostor muzea v bývalém areálu Baťových závodů (Svitu) a nově instalována ve 14I15 BAŤOVĚ INSTITUTU.

### Knihy
- Afrika snů a skutečnosti, 1952
- Tam za řekou je Argentina, 1956
- Přes Kordillery, 1957
- Velké vody Iguazú, 1957, vybrané kapitoly z prvního vydání Tam za řekou je Argentina
- Za lovci lebek, 1958
- Mezi dvěma oceány, 1959
- Obrácený půlměsíc, 1961
- Tisíc a dvě noci, 1967
- Světadíl pod Himalájem, 1969
- Zvláštní zpráva č. 4, napsána v r. 1964 na základě své předchozí cesty po SSSR, na přímý podnět L. I. Brežněva, kopii dostali naši straničtí a vládní představitelé. Vzhledem k obsahu o sovětském hospodářství byla prohlášena za přísně tajnou a uveřejněna až v r. 1990.
- Cejlon, ráj bez andělů, 1991, zakázáno, vyšlo samizdatem
- Sumatra, naděje bez obrysů, 1991, zakázáno, vyšlo samizdatem
- Život snů a skutečnosti, 1997
- Afrika kolem Tatry, 2000
- Přemožení pouště, 2002

Dále jsou autory velkého množství časopiseckých a novinových článků, přednášek, atd.
Samostatně
- Živá Afrika, 1996, spolu s Hynkem Adámkem
- O toleranci, 1999

### Filmografie
Všechny filmy, které jsou dále uvedeny, byly zpracovány z filmových materiálů z první a druhé cesty ve Studiu Krátkého filmu v tehdejším Gottwaldově, dnes Zlíně. U zrodu těchto filmů a filmových reportáží stál zlínský filmový režisér Jaroslav Novotný, Jemu se dostaly do rukou první metry filmu, které cestovatelé poslali do republiky. Režisér Jaroslav Novotný korespondenčně začal oba cestovatele učit co a jak filmovat, aby výsledek byl použitelný pro další zpracování filmu. Osobně se setkali až po návratu obou cestovatelů z první cesty v roce 1950. Jaroslav Novotný byl i při přípravách na druhou cestu, kdy za výpravou jel v roce 1959 do Albánie a v roce 1960 do Kašmíru. Hudbu ke všem filmům cestovatelů Hanzelky a Zikmunda napsal jeden z nejlepších hudebních skladatelů filmové hudby u nás Zdeněk Liška. Rok výroby filmů je totožný s rokem premiéry.
- Afričtí trpaslíci, 1953, FŠ 1, populárně vědecký film
- Afrika I., 1952, FŠ 1, celovečerní dokumentární film
- Afrika II., 1953, FŠ 1, celovečerní dokumentární film
- Ať se stáří vydovádí, 1964, FŠ 2, filmová reportáž
- Bangka – loterie s dvojí zárukou,1963, FŠ 2, filmová reportáž
- Beit el Lachn, 1960, FŠ 2, filmová reportáž
- Bohyně chce krev, 1963, FŠ 2, filmová reportáž
- Býčí zápasy, 1956, FŠ 1, populárně vědecký film
- Byl Bismarck v Kašmíru, 1961, FŠ 2, filmová reportáž
- Cedry na Libanonu, 1960, FŠ 2, filmová reportáž
- Cestou za Metuzalémy, 1962, FŠ 2, filmová reportáž
- Cestou hrdinů, 1961, FŠ 2, filmová reportáž
- Čajová dresúra na Cejloně, 1962, FŠ 2, filmová reportáž
- Čarodějové na Dalu, 1961, FŠ 2, filmová reportáž
- Dobrou chuť lidé zítřka, 1964, FŠ 2, filmová reportáž
- Do země dálné a nejbližší, 1965, FŠ 2, filmová reportáž
- Dravci nebo oběti, 1964, FŠ 2, filmová reportáž
- Dva póly Tirukanámalé, 1962, FŠ 2, filmová reportáž
- Esala perahera, 1962, FŠ 2, filmová reportáž
- Hašsas, 1960, FŠ 2, filmová reportáž
- Chán Šejdůn, 1960, FŠ 2, filmová reportáž
- Irácký Kurdistán, 1962, FŠ 2, středometrážní barevný dokumentární film
- Jací jsou jaci, 1965, FŠ 2, filmová reportáž
- Jak daleko je z Cejlonu do Arizony, 1961, FŠ 2, filmová reportáž
- Javanské Solo, 1963, FŠ 2, filmová reportáž
- Je-li kde na světě ráj, 1961, FŠ 3, celovečerní širokoúhlý barevný dokumentární film
- Jenisej, 1965, FŠ 2, filmová reportáž
- Jezdí se vlevo, ale ..., 1964, FŠ 2, filmová reportáž
- Jste moji starší bratři, 1961, FŠ 2, filmová reportáž
- Kdyby všichni bozi světa, 1964, FŠ 2, filmová reportáž
- Kouzelníci z Asahy, 1964, FŠ 2, filmová reportáž
- Královské „M“, 1963, FŠ 2, filmová reportáž
- Kremace bez mrtvých, 1964, FŠ 2, filmová reportáž
- Křest mrazem, 1965, FŠ 2, filmová reportáž
- Kusamba loví v noci, 1961, FŠ 2, filmová reportáž
- Lihovary v Argentině, 1952, FŠ 1, populárně vědecký film
- Lontar, 1964, FŠ 2, filmová reportáž
- Lovci lebek, 1953, FŠ 1, populárně vědecký film
- Máj klepe na vrata, 1965, FŠ 2, filmová reportáž
- Medvědí ledovec, 1965, FŠ 2, filmová reportáž
- Město dvakrát zrozené, 1964, FŠ 2, filmová reportáž
- Město pod kamennou lavinou, 1961, FŠ 2, filmová reportáž
- Město voják, 1965, FŠ 2, filmová reportáž
- Mezi nebem a vodou, 1961, FŠ 2, filmová reportáž
- Mezi svými, 1962, FŠ 2, filmová reportáž
- Motocykly v Quatemale, 1952, FŠ 1, populárně vědecký film.
- Na arabském trhu, 1960, FŠ 2, filmová reportáž
- Na prahu indického světadílu, 1960, FŠ 2, filmová reportáž
- Na stezce lovců lebek, 1963, FŠ 2, filmová reportáž
- Nad zálivem svatého Jiří, 1960, FŠ 2, filmová reportáž
- Naria, 1960, FŠ 2, filmová reportáž
- Návštěvou u Beduínů, 1960, FŠ 2, filmová reportáž
- Není všechno zlato..., 1965, FŠ 2, filmová reportáž
- Neříkej velkolepý, 1965, FŠ 2, filmová reportáž
- Ostrovy milionů ptáků, 1952, FŠ 1, populárně vědecký film.
- Pamír, 1965, FŠ 2, filmová reportáž
- Pod našimi okny, 1961, FŠ 2, filmová reportáž
- Pod sopkou Merapi, 1963, FŠ 2, filmová reportáž
- Pozdrav z Halebu, 1960, FŠ 2, filmová reportáž
- Pozdrav ze středního východu, 1960, FŠ 2, filmová reportáž
- Pozdrav z Pravarsenepury, 1961, FŠ 2, filmová reportáž
- Pravěk v rokli mrtvých, 1964, FŠ 2, filmová reportáž
- Půlnoční slunce, 1965, FŠ 2, filmová reportáž
- Řasy nejsou brvy, 1964, FŠ 2, filmová reportáž
- Řeka života, 1961, FŠ 2, filmová reportáž
- S kamerou do Velkého Himálaje, 1962, FŠ 2, filmová reportáž
- Sálim el Kerím, 1960, FŠ 2, filmová reportáž
- Sibiřská nafta, 1965, FŠ 2, film.reportáž
- Skoupá perla Támilú, 1962, FŠ 2, filmová reportáž
- Směr západ, 1965, FŠ 2, filmová reportáž
- Šikára gondola asijských Benátek, 1961, FŠ 2, filmová reportáž
- Tatra P 19720, 1952, FŠ 4, populárně vědecký film
- Tókió, největší na světě, 1964, FŠ 2, filmová reportáž
- U lesáků pod Velkým Himalájem, 1961, FŠ 2, filmová reportáž
- Ulak, 1965, FŠ 2, film.reportáž
- Umíte číst červíčky, 1961, FŠ 2, filmová reportáž
- V moci ohně a bohů, 1962, FŠ 2, filmová reportáž
- V pravlasti kávy, 1953, FŠ 1, populárně vědecký film
- V Zaalajských horách, 1965, FŠ 2, filmová reportáž
- Ve Šrínagaru straší, 1961, FŠ 2, filmová reportáž
- Velké prádlo, 1961, FŠ 2, filmová reportáž
- Vzkříšení singhálské země, 1962, FŠ 2, filmová reportáž
- Z Argentiny do Mexika, 1954, FŠ 1, celovečerní dokumentární film
- Za tučňáky, lvouny a velrybami, 1952, FŠ 1, barevný populárně vědecký film.
- Zač je datle v Iráku, 1961, FŠ 2, filmová reportáž
- Závod století, 1962, FŠ 2, filmová reportáž
- Zkuste to s bidýlky, 1965, FŠ 2, filmová reportáž
- Zlato dálného východu, 1965, FŠ 2, filmová reportáž
- Zná Kašmír kašmírské šátky, 1961, FŠ 2, filmová reportáž
- Zrození sopky, 1953, FŠ 1, populárně vědecký film.

Vysvětlivky použitých zkratek:
- FŠ 1 – filmový štáb číslo 1, zpracování filmového materiálu z první cesty po Africe a Latinské Americe; režie a kamera Jiří Hanzelka a Miroslav Zikmund, režijní a technická spolupráce Jaroslav Novotný, střih Zdeněk Stehlík, hudba Zdeněk Liška, vedoucí výroby Věra Lukášová-Hutáková, výroba Československý státní film, Studio populárně vědecký filmů Gottwaldov.
- FŠ 2 – filmový štáb číslo 2, zpracování filmového materiálu z druhé cesty po Asii; režie a kamera Miroslav Zikmund a Jiří Hanzelka, režijní a technická spolupráce Jaroslav Novotný, střih Antonín Štrojsa, hudba Zdeněk Liška, vedoucí výroby Karel Hutěčka, výroba Krátký film Praha, Filmové studio Gottwaldov.
- FŠ 3 – filmový štáb číslo 3, zpracování filmového materiálu natočeného v Kašmíru; režie Miroslav Zikmund, Jiří Hanzelka, Jaroslav Novotný, kamera Jaroslav Novotný, spolupráce MUDr. Robert Vít, Míla Bráníková, střih Antoním Štrojsa, hudba Zdeněk Liška, vedoucí výroby Karel Hutěčka, výroba Krátký film Praha, Filmové studio Gottwaldov.
- FŠ 4 – filmový štáb číslo 4; režie Jaroslav Novotný, kamera Zdeněk Hrubec, střih Zdeněk Stehlík, hudba Zdeněk Liška, vedoucí výroby Věra Lukášová-Hutáková, výroba Československý státní film, Studio populárně vědeckých filmů Gottwaldov.

## Galerie

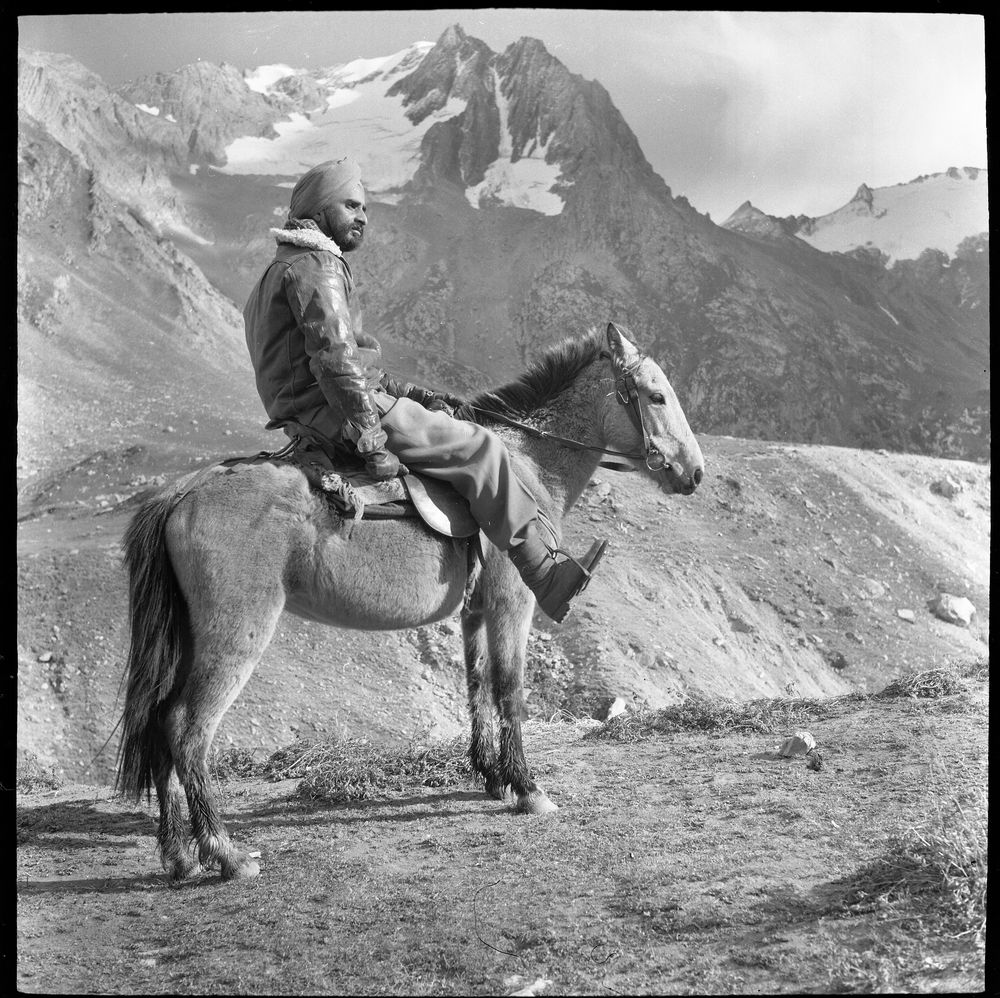
Indie, Kašmír, 1960
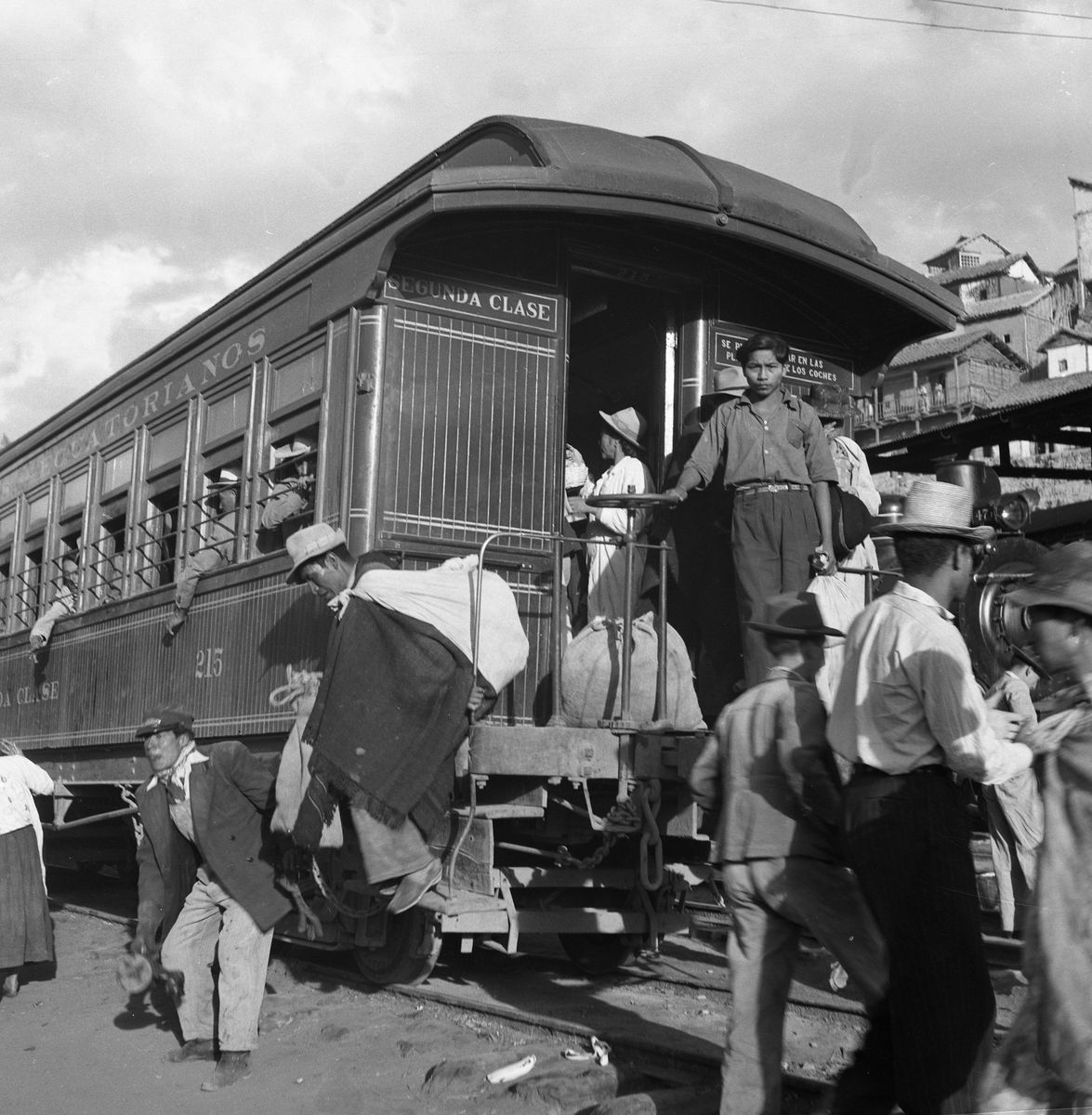
Ekvádor, 1950
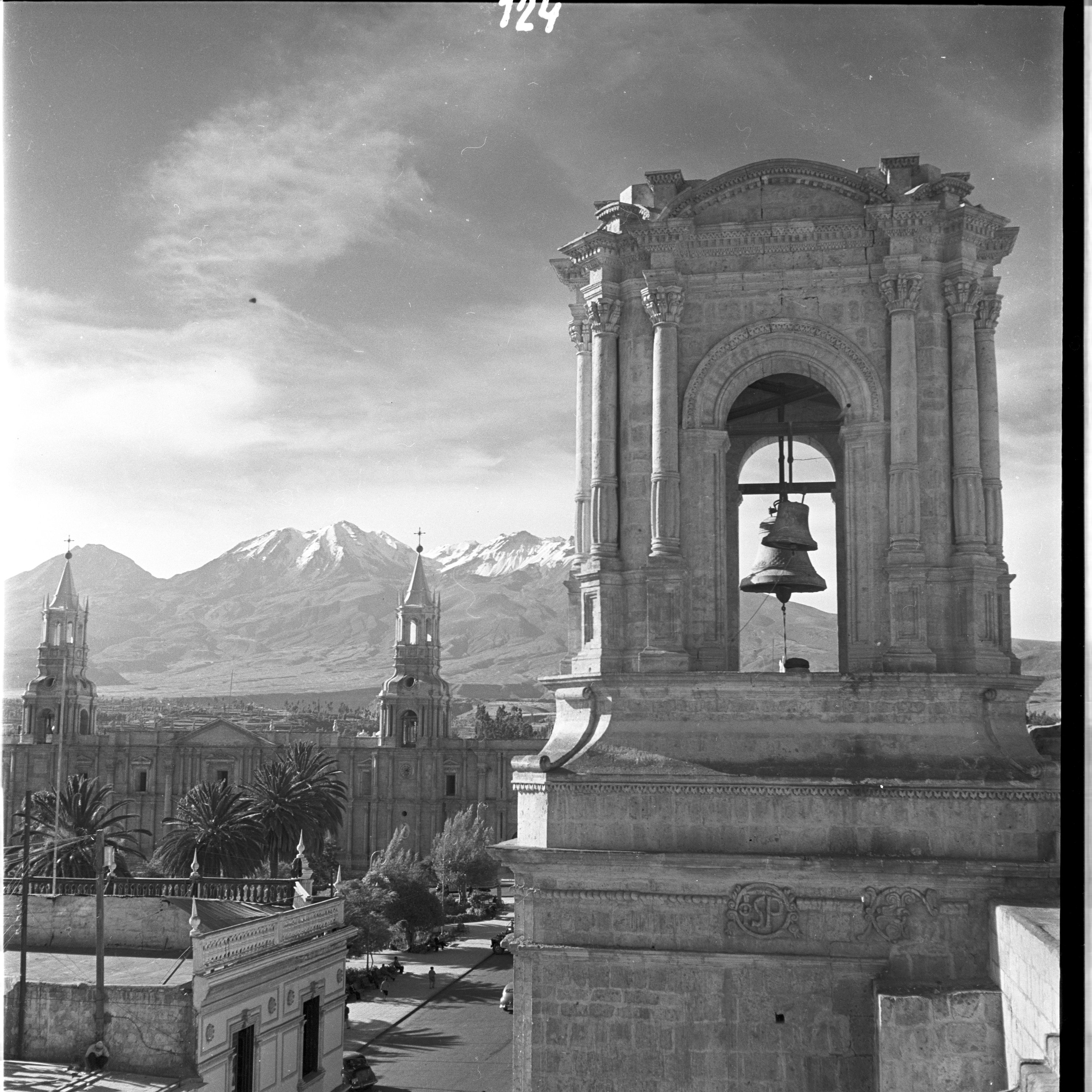
Peru, 1957
Peru, vor Kantuta, 1954